# Великий, Петр Панфилович
 Пётр Панфи́лович Вели́кий (9 февраля 1935) — доктор философских наук, профессор, специалист по социальной философии и аграрной социологии, в.н.с. лаборатории социального развития агропромышленного комплекса и сельских территорий.

## Биография

### Происхождение
Отец — Вели́кий Панфил Гаврилович (~1875/1880 — 1959), кузнец. Родился в Полтавской губернии. Служил в кавалерии в царской армии в Бессарабии (Молдова). Затем переехал в Сибирь, где второй раз женился.
Мать — Анна Антоновна Голова́ч (~1905 — 1984).

### Детство
Родился 9 февраля 1935 года в селе Улендыкуль Исилькульского района Омской области.

### Молодость
В 1964 году окончил Свердловский юридический институт.
В 1969—1972 — аспирантуру при Институте экономики Уральского научного центра АН СССР.
В 1973 защитил кандидатскую диссертацию (канд. филос. наук), после чего в 1982 — докторскую диссертацию на тему: «Тенденции развития духовной жизни советского села» (д-р филос. наук).
В 1983 — получает ученое звание профессор.

### Карьера
1953—1956 — служба в Советской армии (рядовой, сержант).
1956—1957 — учитель сельской школы.
1958—1963 — работа в комсомольских органах.
1964—1969 — различные организации культуры Омской области.
1973—1982 — заведующий кафедрой общественных наук Красноярского завода-втуза (сейчас Академия космической техники).
1983—1986 — заведующий кафедрой научного коммунизма Красноярского государственного университета.
1986—1992 — заведующий отделом социальных проблем Института социально-экономических проблем развития агропромышленного комплекса (АПК) АН СССР.
1992—2004 — заведующий лабораторией социальной структуры и духовной жизни села Института социально-экономических проблем развития АПК РАН (Саратов).
2004—2008 — заведующий лабораторией социальной структуры и социодинамики села. С 2008 — в.н.с.

## Вклад в философию
- исследование теоретических обоснований нового качества экономического роста в агропродовольственном комплексе России на инновационной основе;
- изучение факторов становления новой социокультурной среды в условиях радикальных перемен в обществе и его аграрной части;
- установление закономерностей социальной преемственности, связанных с трансисторическими линиями воспроизводства народной культуры и функционированием культуры, приобретенной в советское время;
- обоснование самостоятельной роли культуры разных социальных групп села в подключении их к экономическим новациям;
- разработка социальных механизмов реализации потенциала сельского социума;
- подготовил 15 кандидатов и 3 докторов философских и социологических наук.

## Научная деятельность
В годы первого десятилетия XXI века был участником и автором нескольких изданий, в которых обобщены достижения российской социологии. Среди них «Вехи российской социологии» (1950—2000), где помещена статья «Российская аграрная социология: этапы, имена, идеи» (совместно с В. И. Староверовым), СПб, 2010. В работе, схожей по замыслу с предыдущей «Новые идеи в социологии», М., 2013 включена статья «Неоотходничество или лишние люди современной деревни», которая также печаталась в 2012 году в США в журнале Sociological Research.
У Петра Панфиловича более 260 публикаций по проблемам социокультурного развития села.

#### Основные работы
- Докторская диссертация — «Тенденции развития духовной жизни советского села», 1982;
- Духовная жизнь советского села. М., 1982;
- Культура сибирского села. Красноярск, 1986;
- Экономика и нравственность. Саратов, 1992;
- Сельская действительность (социологический ракурс)
- Проблемы управления в сфере межнациональных отношений. [В соавт.]. Саратов, 1998;
- Старики российской деревни, 2000;
- Женское лицо российской деревни, 2005;
- Российское село. Процессы постсоветской трансформации, 2012;
- Экологический вызов и культура поведения в природной среде социума региона, 2013.

#### Конференции
Великий П. П. участвовал в научных конференциях в США, Сербии, Украине, Литве и Эстонии. Присвоено почетное звание «Заслуженный деятель науки РФ». Является членом Российского общества социологов, членом редакционного Совета журнала «СоцИс».

## Семья
Супруга — Великая Лидия Сосипатровна, юрист, адвокат, умерла в 2017 году
Сын — Великий Александр Петрович (род. 1955), юрист, работал в прокуратуре Омской области.
Сын — Великий Виталий Петрович (род. 1958), окончил Транспортный университет с красным дипломом, занимался бизнесом